# Formica acuminata
Formica acuminata är en myrart som beskrevs av Oswald Heer 1850. Formica acuminata ingår i släktet Formica och familjen myror. Inga underarter finns listade i Catalogue of Life.